# Witold Marczewski
Witold Marczewski herbu Prawdic (ur. 1832, zm. 13 kwietnia 1903 w Warszawie) – inżynier i naczelnik wydziału Technicznego Kolei Warszawsko-Wiedeńskiej w Warszawie. Był członkiem Komitetu Centralnego Narodowego, a następnie Komisji Wykonawczej Rządu Narodowego, reprezentował prawicę czerwonych. Został aresztowany 19 lutego 1863 roku i skazany na 12 lat ciężkich robót w kopalniach na Syberii. Po powrocie zamieszkał w Warszawie.
Był członkiem Ligi Narodowej po 1900 roku.
Został pochowany na cmentarzu Powązkowskim w Warszawie (kwatera 16-4-21/22).

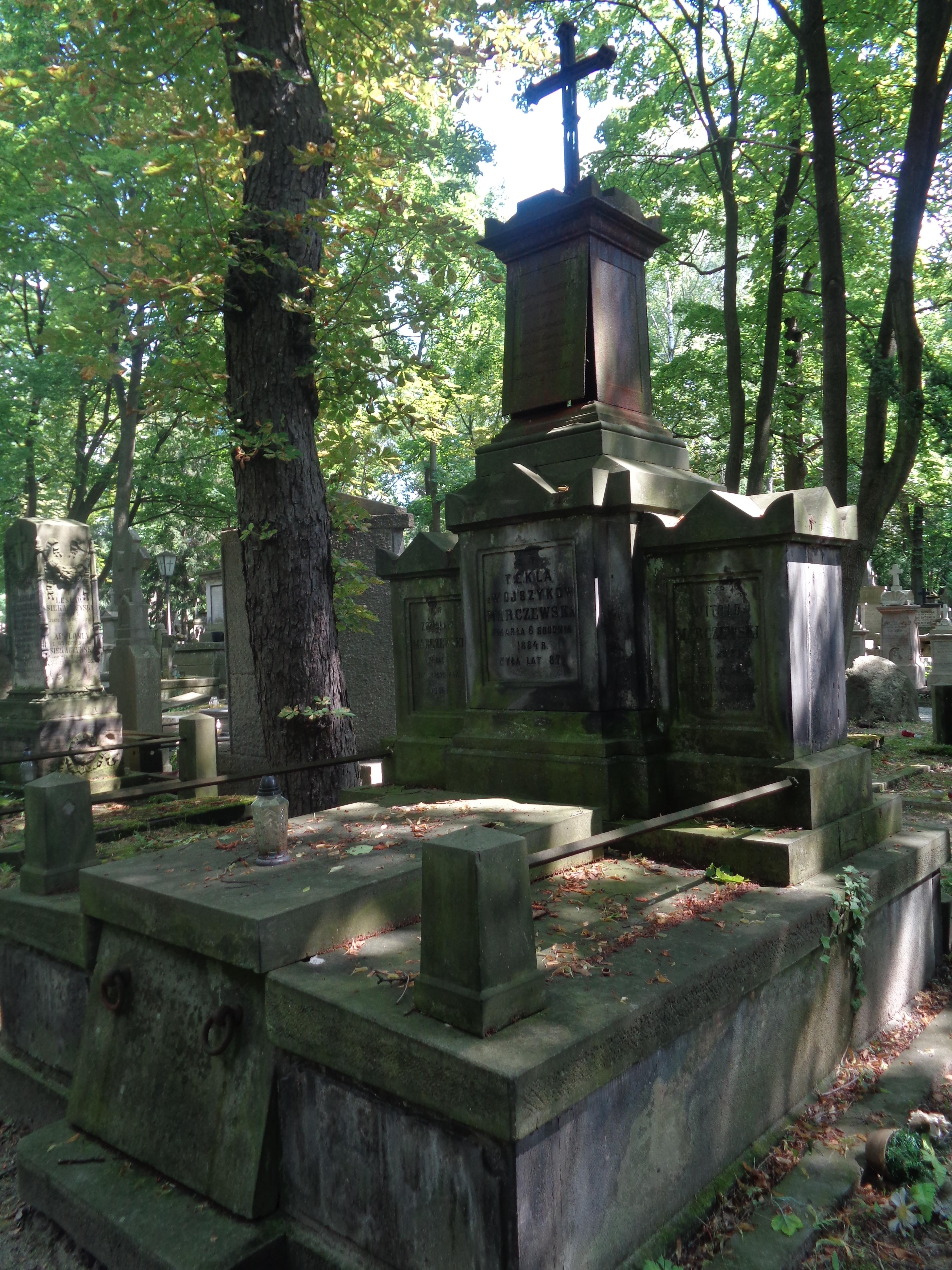
Grób Witolda Marczewskiego na cmentarzu Powązkowskim